# 김창룡 (국악인)
김창룡(金昌龍, 1871년 ∼1935년)은 조선왕조 고종 때의 판소리 명창이다. 충청남도 서천 출신으로 근세 5명창의 한 사람이다.
명창 김정근의 대를 잇는 아들이며, 풍부한 성량으로 중고제의 명창이다. 연흥사(延興社)·조선성악연구회 간부를 역임했다. 더늠은 <심청가>이다.
한편, 탤런트 김인태가 본인의 손자이기도 하다.